# William Cavendish (3. książę Devonshire)
William Cavendish, 3. książę Devonshire KG (ur. 26 września 1698, zm. 5 grudnia 1755) – brytyjski arystokrata i polityk związany ze stronnictwem wigów.

## Życiorys
Był najstarszym synem Williama Cavendisha, 2. księcia Devonshire, i Rachel Russell, córki Williama Russella. Od 1707 r. znany był pod grzecznościowym tytułem „markiza Hartington”. W 1721 r. został wybrany do Izby Gmin jako reprezentant okręgu Lostwithiel. W latach 1722–1727 reprezentował okręg wyborczy Grampound, a następnie został deputowanym z okręgu Huntingdonshire. W 1726 r. został kapitanem Gentlemen Pensioners.
Po śmierci ojca w 1731 r. został Lordem Namiestnikiem Derbyshire i odziedziczył tytuł księcia Devonshire, dzięki któremu zajął miejsce w Izbie Lordów. W 1731 r. został członkiem Tajnej Rady. W latach 1731–1733 był Lordem Tajnej Pieczęci. W 1733 r. otrzymał Order Podwiązki. W tym samym roku otrzymał stanowisko Lorda Stewarda. W 1737 r. wyjechał do Irlandii, gdzie został Lordem Namiestnikiem. Po powrocie do kraju w 1744 r. ponownie został Lordem Stewardem. Urząd ten sprawował do 1749 r.
W 1739 r. książę Devonshire został jednym ze współzałożycieli londyńskiego Foundling Hospital. Zmarł w 1755 r. Tytuły parowskie odziedziczył jego najstarszy syn, William, który w latach 1756–1757 był premierem Wielkiej Brytanii.

## Życie prywatne
27 marca 1718 r. poślubił Catherine Hoskins (zm. 1777), córki Johna Hoskinsa i Catherine Hale, córki Williama Hale’a. William i Catherine mieli razem czterech synów i trzy córki:
- Caroline Cavendish (1719–1760), żona Williama Ponsonby’ego, 2. hrabiego Bessborough, miała dzieci
- William Cavendish (1720–1764), 4. książę Devonshire
- George Augustus Cavendish (zm. 1794)
- Elizabeth Cavendish (24 kwietnia 1723–1796), żona Johna Ponsonby’ego, miała dzieci
- Rachel Cavendish (1727–1805), żona Horatio Walpole’a, 1. hrabiego Orford, miała dzieci
- Frederick Cavendish (1729–1803)
- John Cavendish (1732–1796)